# Левшины
Левшины — древний дворянский род, владельцы родовой усадьбы Пожилино.
При подаче документов (1686) для внесения рода в Бархатную книгу, была предоставлена родословная роспись Левшиных.
Род внесён в VI часть родословных книг Воронежской, Екатеринославской, Курской, Московской, Орловской, Тульской и Херсонской губерний Российской империи.

## Происхождение и история рода
Имеется две версии о выезде родоначальника:
1. По приложению к Бархатной книге — от Сувола Левши выехавшего «из немец»[3].
2. По родословной и Гербовнику  — от Сувола (или Сцеволы) Левенштейна, выехавшего из Швабии к великому князю Дмитрию Иоанновичу (ноябрь 1365). Потомки его писались Левшиными.

Фёдор Семёнович Левшин воевода (1495), женат на Прасковьи Ивановне Дашковой. Данило Семёнович Левшин убит в бою под Белёвым (1538). Опричниками Ивана Грозного числились Василий Семёнович и Никита Яковлевич Левшины (1573).  Во второй половине XVII веке многие Левшины были стольниками.

## Описание герба
Щит содержит три поля: в верхнем поле — серебряная звезда, под ней серебряная луна рогами вверх (польский герб Лелива). В правом голубом поле — чёрный медведь с серебряным мечом в лапах, в левом нижнем поле — выходящий левой стороной до половины белый орёл с распростёртым крылом.
Щит увенчан дворянским шлемом и короной. Герб рода Левшиных внесён в Часть 3 Общего гербовника дворянских родов Всероссийской империи, стр. 24.

## Известные представители
- Левшин Иван Иванович (большой) - убит под Конотопом (1659), жена Анна Ивановна Лодыженская.
- Левшин Афанасий Иванович (1620-1687) - стольник, жена Аграфена Макаровна Чулкова.
- Левшин Григорий - воевода в Борисове (Царёв-Борисов) (1625-1627).
- Левшин Иван Данилович - воевода (1647).
- Левшин Богдан Матвеевич - стольник и воевода.
- Левшин Осип Петрович - воевода в Усерде.
- Левшин Демид Афанасьевич (1655-1711) - стольник, жена княжна Анна Ивановна Шаховская (ум. 1700).
- Левшин Никита Иванович (1636-1660) - убит при Губарях (1660).
- Левшин Афанасий Иванович - стольник, воевода в Белёве (1677-1678), в Ельце (1684).
- Левшины: Афанасий, Иван, Лев, Захарий и Степан Яковлевичи, Иван Фёдорович - стольники (1680-1705).
- Левшин Тимофей Ильич - стольник царицы Прасковьи Фёдоровны (1686), потом царицы Натальи Кирилловны (1692).
- Левшин Иван Богданович (большой) - (ум. 1694), жена княжна Анисья Тимофеевна Волконская (ум. 1677).
- Левшин Захарий Яковлевич - стольник, воевода в Карачёве (1699)[6][7].
- Левшина Агафья Матвеевна - жена: 1) за князем Петром Юсуповым. 2) за князем  Андреем Вяземским. 3) за Степаном Дмитриевичем  Щербачёвым, а не за князем Щербатовым.
- Левшина Евдокия Тимофеевна - жена князя Мещерского.
- Левшин Пётр Иванович (большой) - премьер-майор, жена княжна Татьяна Ивановна Кольцова-Масальская.
- Левшина, Александра Петровна (1757-1782) - фрейлина Екатерины II (до 1780).
- Левшина Екатерина Петровна - фрейлина.
- Левшина Евгения Васильевна - фрейлина.
- Левшин Никита Алексеевич - капитан, убит при штурме Измаила (11 декабря 1790).
- Левшин Николай Гаврилович (1788-1845) - гвардии штабс-ротмистр, жена дочь саксонского сенатора Исидора Августовна Лудвиг.
- Левшин Алексей Денисович (1710-1772) - полковник, белёвский воевода.
- Левшин Дмитрий Павлович (1804-1851) - действительный статский советник, жена княжна Вера Яковлевна Грузинская (1801-1860).
- Левшин Александр Павлович - убит при Бородино 26 августа 1812 г.
- Левшина Наталья Дмитриевна (1834-?) - жена барона Гаврилы Ивановича Черкасова.
- Левшина Прасковья Ивановна - первая жена генерал-майора, действительного тайного советника, князя Петра Васильевича Лопухина.
- Левшин Нил Алексеевич - поручик, жена княжна Екатерина Петровна Юсупова, дочь Левшиной Агафьи Матвеевны от 1 мужа.[4].
- Левшин, Алексей Ираклиевич (1798—1879) — государственный деятель, один из теоретиков реформы по освобождению крестьян.
- Левшин, Василий Алексеевич (1746—1826) — русский литератор.
- Левшин, Владимир Дмитриевич (1834—1887) — уфимский, затем ярославский губернатор.
- Левшин, Дмитрий Дмитриевич (1854—?) — тульский земский деятель, член Государственного совета.
- Левшин, Дмитрий Сергеевич (1801—1871) — генерал от инфантерии, попечитель Московского учебного округа.
- Левшин, Лев Ираклиевич (1806—1871) — генерал-майор, Варшавский обер-полицмейстер.
- Левшин, Павел Федулович (1757—1809) — генерал-лейтенант
- Левшин, Игорь Борисович (1953-н. в.) - химик-синтетик, профессор
- Левшин, Вадим Игоревич (2007- н.в.) - программист, флейтист